# Weihnachtsrally
Eine Weihnachtsrally, auch Santa Claus Rally genannt, ist ein Kalendereffekt, der einen Anstieg der Aktienkurse während der letzten fünf Handelstage im Dezember und der ersten zwei Handelstage im folgenden Januar beschreibt. Der Begriff „Weihnachtsrally“ wurde in den frühen 1970er-Jahren von einem Börsenanalysten geprägt, der eine Anomalie allgemein höherer Marktrenditen zwischen der ersten Handelssitzung nach Weihnachten und den ersten beiden Handelssitzungen des neuen Jahres feststellte.
Laut dem 2019 Stock Trader’s Almanac ist der Aktienmarkt in den betreffenden sieben Handelstagen seit 1950 im Durchschnitt um 1,3 Prozent und seit 1969 durchschnittlich um 1,4 Prozent gestiegen. In diesen sieben Handelstagen sind die Aktienkurse seit 1993 in 67 Prozent der Fälle gestiegen, was weit mehr ist als die durchschnittliche Performance über einen Zeitraum von sieben Tagen.
In den Wochen vor Weihnachten sind die Aktienkurse jedoch nicht stärker gestiegen als zu anderen Jahreszeiten.
Bedingt durch die Corona-Krise fiel die Weihnachtsrally an der Deutschen Börse 2020/2021 aufgrund von Unsicherheiten an den Aktienmärkten aus. Für 2021/2022 trat derselbe Effekt auf.
Die Weihnachtsrally wurde erstmals 1972 von Yale Hirsch in seinem Stock Trader’s Almanac aufgezeichnet.
Der Dow Jones Industrial Average hat in den Jahren nach den Weihnachtsferien, in denen die Weihnachtsmann-Rallye nicht stattfindet, besser abgeschnitten.